# Paul Cronhawen
Paul Cronhawen (före adlandet Unbehawen), född 1687, död 1746, var en svensk sjömilitär.
Cronhawen inträdde i svensk flottjänst 1709, blev överstelöjtnant 1711, kommendör 1715 och schoutbynacht 1741. Han adlades 1727. Som befälhavare över en flottilj vid Pommerns kust 1715 utmärkte sig Cronhawen flera gånger i sjöstriderna där. Under hattarnas ryska krig 1741-42 var Cronhawen vid ett flertal tillfällen högste kommenderade över svenska flottan i Finska viken.